# Eslovênia nos Jogos Paralímpicos de Inverno de 1998
A Eslovênia participou dos Jogos Paraolímpicos de Inverno de 1998, realizados em Nagano, no Japão. Foi a primeira aparição do país em Paraolimpíadas de Inverno. O único atleta a representar o país foi Srecko Kos, que competiu no esqui alpino para atletas em pé, onde participam atletas com amputações nos braços, deficientes mentais e les autres.

## Esqui alpino
Masculino
| Atleta     | Evento                 | Tempo real | Tempo calculado    | Pos. |
| ---------- | ---------------------- | ---------- | ------------------ | ---- |
| Srecko Kos | Downhill (LW6/8)       | 1:20.34    |                    | 20º  |
| Srecko Kos | Slalom (LW6/8)         | 2:16.32    | 2:15.42 (99.3449%) | 15º  |
| Srecko Kos | Slalom gigante (LW6/8) | DNF        | DNF                | DNF  |
| Srecko Kos | Super-G (LW6/8)        | 1:21.11    |                    | 18º  |